# 無間雙龍
《無間雙龍》（日语：ウロボロス -警察ヲ裁クハ我ニアリ-），是日本漫画家神崎裕也的漫畫作品，改編作品則有同名電視連續劇。

## 出版書籍

### 單行本
日本 新潮社《バンチ・コミックス》全24卷
1. 2009年6月9日發售、ISBN 978-4-10-771485-5
2. 2009年9月9日發售、ISBN 978-4-10-771508-1
3. 2009年12月9日發售、ISBN 978-4-10-771534-0
4. 2010年3月9日發售、ISBN 978-4-10-771551-7
5. 2010年5月8日發售、ISBN 978-4-10-771565-4
6. 2010年7月9日發售、ISBN 978-4-10-771574-6
7. 2010年10月9日發售、ISBN 978-4-10-771594-4
8. 2011年1月21日發售、ISBN 978-4-10-771607-1
9. 2011年6月9日發售、ISBN 978-4-10-771623-1
10. 2011年8月9日發售、ISBN 978-4-10-771629-3
11. 2011年12月9日發售、ISBN 978-4-10-771643-9
12. 2012年3月9日發售、ISBN 978-4-10-771654-5
13. 2012年6月8日發售、ISBN 978-4-10-771666-8
14. 2012年10月9日發售、ISBN 978-4-10-771683-5
15. 2013年2月15日發售、ISBN 978-4-10-771696-5
16. 2013年7月15日發售、ISBN 978-4-10-771713-9
17. 2014年1月9日發售、ISBN 978-4-10-771734-4
18. 2014年8月9日發售、ISBN 978-4-10-771767-2
19. 2015年1月9日發售、ISBN 978-4-10-771795-5
20. 2015年5月9日發售、ISBN 978-4-10-771820-4
21. 2015年11月9日發售、ISBN 978-4-10-771855-6
22. 2016年4月9日發售、ISBN 978-4-10-771890-7
23. 2016年9月9日發售、ISBN 978-4-10-771919-5
24. 2017年1月7日發售、ISBN 978-4-10-771950-8

### 小說
作者：杉江鬆戀 原作：神崎裕也  新潮社《新潮文庫nex》共3卷（2015年8月至今）
- 郁夫篇 2014年12月1日發售、ISBN 978-4-10-180019-6
- 龍哉篇 2014年12月1日發售、ISBN 978-4-10-180020-2
- 署長暗殺事件篇 2015年8月1日發售、ISBN 978-4-10-180040-0

## 電視連續劇
《無間雙龍〜這份愛才是正義。》，是2015年1月16日至2015年3月20日於日本TBS電視台金22時段（22:00 - 22:54，JST）播出的電視連續劇，改編自神崎裕也同名漫畫作品，由生田斗真主演。
衍生影集有第5話由室剛主演的《Muroborosu〜這個時候感覺一定要做。》、第6話由吉田鋼太郎主演的《Koutarosu〜這女兒才是親生子？》於關東地區21:59 - 22:00，播出1分鐘。
此劇標語為「由我們來制裁邪惡」。

### 劇情概要
20年前，在孤兒院生活的龍崎郁夫（生田斗真 飾）和段野龍哉（小栗旬 飾），親眼目睹了如親生母親般照顧自己的孤兒院老師柏葉結子（廣末涼子 飾）被殺害。身為現場目擊者的龍崎與段野，卻被辦案的警方威脅必須將這一切遺忘。懷抱著痛苦和仇恨的兩人，其後被送至不同的孤兒院生活，並因而失去了聯繫。
多年後，為了向當年事件復仇的龍崎成為了刑警、段野則成為黑道份子。兩人重逢後決心聯手，對20年前的警方共犯結構進行復仇計畫......。

### 登場角色

#### 主要角色
- 龍崎郁夫（新宿第二警察署警官）：生田斗真[2]（童年：南出凌嘉）（粵語配音：李凱傑、童年：魏惠娥）

為了揭發二十年前事件的真相，而成為警察。雖然平常看起來不起眼又迷糊，卻是署內破案率No.1的警察。擁有超群的運動能力，一旦認真起來，就會以超乎想像的格鬥能力擊敗對方。脖子掛著結子老師的遺物雙頭龍的銜尾蛇項鍊。
- 段野龍哉（我孫子會系松江組二幫主）：小栗旬[2]（童年：小林喜日）（粵語配音：黃啟昌、童年：黃淑芬）

背部有雙頭龍的銜尾蛇刺青，和郁夫從小一起長大，是個智慧派。為了掌握二十年前事件的情報，而進入黑社會。在黑社會幫郁夫調查案件，屢屢破案。但他真正的目的並非成為黑社會老大，而是為結子老師報仇。
- 日比野美月（日比野圀彥之女，新宿第二警察署警官）：上野樹里[3][4][5]（童年：石井香帆）（粵語配音：張頌欣）

父親日比野圀彥是警視廳警務部的超級菁英，本身也是東大畢業，堪稱警察名門出身。充滿正義感，是郁夫的搭檔。雖然常被郁夫搞得很煩躁，但在共同行動中，慢慢被他吸引......

#### 新宿第二警察署
- 三島薰（新宿第二警察署課長）：吉田鋼太郎（粵語配音：張炳強）

乍看之下很輕浮，其實是個重感情，充滿警察魂的人；以前曾是搜查一課的幹練警察。有時嚴厲，有時又像慈父般支持郁夫和美月。
- 藏直太郎（新宿第二警察署警官）：森下能幸（日语：森下能幸）（粵語配音：馮志輝）
- 神取一馬（新宿第二警察署警官）：馬場徹（日语：馬場徹）（粵語配音：曹啟謙）

#### 新宿第一警察署
- 蝶野真一（新宿第一警察署警官）：瀧藤賢一（粵語配音：馮錦堂）

第一署和第二署不同，完全由菁英所組成，所以打心底瞧不起第二署；言行令人生厭。擁有敏銳的直覺，一心想親手制裁龍哉，對郁夫破案率居冠也抱持疑問。
- 東海林太郎（新宿第一警察署警官、蝶野的搭檔）：濱田學（日语：浜田学）（粵語配音：張錦江）

#### 警視廳
- 日比野圀彦（警視廳警務部主席監察官，日比野美月之父）：光石研（粵語配音：盧國權）

對誰都很和藹可親，但冷靜中卻帶有瘋狂，是個讓部下感到畏懼的人物；和女兒美月的關係不太好。
- 橘都美子（警視廳搜查一課管理官，三島薫的前搭檔）：吉田羊[6]（粵語配音：黃玉娟）

雖是特考組，但卻是現場主義者。過去在三島麾下，破案無數。身材火辣，年齡不明。擁有冷靜的判斷力，是日比野圀彥的心腹，認同郁夫及美月的能力，偶爾也會出手相助。
- 鷲尾啓（警視廳搜查一課管理官）：堀部圭亮（日语：堀部圭亮）（粵語配音：蘇強文）
- 田村小夏（警視廳人事課警部補）：清野菜名（粵語配音：何寶珊）

警視廳的情報通；日比野監察官的超級粉絲。
- 基曜子（科學搜查研究所主任）：篠原友惠（日语：篠原ともえ）（粵語配音：陳琴雲）
- 北川貴一郎（警視廳總監）：中村橋之助（日语：中村橋之助 (3代目)）（粵語配音：招世亮）

負責指揮，統整警視廳，也是攪亂郁夫和龍哉命運的人。
- 聖由起人（警視廳副總監）：野村將希（日语：野村将希）（粵語配音：陳永信）
- 忍足浩二（警視廳公安部秘密組織「零」的成員）：茂呂師岡（日语：モロ師岡）（粵語配音：馮志輝）
- 我那霸守（警視廳公安部秘密組織「零」的成員）：山口祥行（日语：山口祥行）（粵語配音：林國雄）

#### 我孫子會松江組
- 深町武（我孫子會系松江組成員，段野龍哉的心腹）：室剛[7]（粵語配音：蕭徽勇）
- 我孫子桐乃（我孫子會會長夫人）：武田久美子（日语：武田久美子）（粵語配音：沈小蘭）

聰敏能幹，是我孫子會的實際領導者。十分欣賞龍哉，破例提拔他。表面上看似耽於享樂，其實是個重情重義的女豪傑。
- 大津克明（我孫子會系松江組成員）：奧野瑛太（日语：奥野瑛太）（粵語配音：張錦江）
- 長枝忍（我孫子會系松江組成員）：奥山原化（暫譯）（粵語配音：周倚天）

#### 新宿Kitchen
- 真島了（店長）：澀川清彦（日语：渋川清彦）（粵語配音：劉昭文）
- 御手洗薰（店員）：平田薰（日语：平田薫 (タレント)）（粵語配音：廖杏茵）

#### 其他
- 劉宗鉉（地下密醫）：山本學（日语：山本學）（粵語配音：黃子敬）

居住在横滨中华街的中国人，经营着一家地下中医诊所。
- 柏葉結子（孤兒院「樂園」的保育員）：廣末涼子[8][9]（粵語配音：梁少霞）

在育幼院照顧郁夫和龍哉的職員，大家都叫她結子老師。對郁夫和龍哉而言，就像家人一樣。二十年前被射殺身亡，但案件卻被隱蔽而不了了之。郁夫和龍哉誓言要查出真相。
- 桂田剛夫（拜島有限公司社長）：大衛伊東（日语：デビット伊東）（粵語配音：葉振聲）
- 救主御子柴（擅長調查社會黑幕的作家）：田中要次（日语：田中要次）（粵語配音：劉昭文）
- 那智聰介（自由作家，龍崎郁夫和段野龍哉的兒時朋友）：綾野剛[10]（童年：池田優斗）（第7－9話）（粵語配音：關令翹、童年：黃瑩瑩）

多年來一直想查出其妹那智陽奈（大庭愛未 飾（粵語配音：陳皓宜））下落的自由作家。
- 早乙女哲朗：草野康太
- 龍崎美咲：瀧澤涼子（最終話，照片演出）

#### 客串角色
出場次數多於一集的角色會在中標明集數。☆為被害人，★為決定郁夫與龍哉成敗關鍵的人物。
第1話
- 澤渡慶太（車輛盜竊慣犯）☆：中村蒼（粵語配音：張裕東）
- 石森重三（警視廳四谷北警察署盜竊科警員）★：嶋田久作（日语：嶋田久作）（粵語配音：李錦綸）
- 瀧川克二（坂田組成員）★：金屬吉田（日语：吉田メタル）（本名：吉田貴哉）（粵語配音：潘文柏）
- 西田俊樹（坂東運輸的員工）☆：水野智則（日语：水野智則）（粵語配音：劉昭文）
- 西田圓（西田的妻子）☆：松下惠（日语：松下恵）（粵語配音：許盈）
- 西田由紀菜（西田的女兒）☆：山田望葉（日语：山田望叶）（粵語配音：成瑤孆）
- 鮫島巳貴也（婦女施暴事件通緝犯）：伊方勝（粵語配音：陳卓智）
- 佐藤 · 德格斯 · 健太郎（松江組的顧問律師）：山米·帕普（日语：サミ・ポップ）（Samy Pop）（粵語配音：劉奕希）

第2話
- 神谷真樹（美人魚酒店店長）★：尾上松也（日语：尾上松也 (2代目)）（粵語配音：麥皓豐）
- 中塚葵（美人魚酒店女公關）☆：岡本玲（日语：岡本玲）（粵語配音：葉曉欣）
- 菅井直樹（酒店女公關連環殺人事件嫌疑犯）★：中村僚志（日语：中村僚志）

第3話
- 九隆明（前千葉縣警察捜査第四課警部）★：北村有起哉（日语：北村有起哉）（粵語配音：李錦綸）
- 九久美子（九的妻子）：櫻田聖子（日语：桜田聖子）（粵語配音：劉惠雲）
- 森崎順（模仿犯，預備學校校生）：太賀（粵語配音：麥皓豐）
- 湯淺敬一（流浪漢）：康水原（日语：康すおん）（音譯）（粵語配音：陳曙光）
- 善一郎（德田的朋友）：諏訪太朗（日语：諏訪太朗）（粵語配音：譚炳文）
- 德田博夫（流浪漢）：五頭岳夫（日语：五頭岳夫）
- 九亮介（九的兒子）：永井誠之助

第4話
- 坂東士郎（警視廳捜査第一課殺人犯捜査11係警部）☆：大地康雄（粵語配音：陳永信）
- 中嶋春樹（警視廳境川警察署警察）★：笠原秀幸（日语：笠原秀幸）（童年：鈴木和弥）（粵語配音：鄧志堅、童年：何晶晶）
- 加賀美（桂田的秘書）：惠（粵語配音：李潤知）
- 室田健太郎（坂東士郎的同期，前小笠原南駐在所巡査，中嶋的父親）：笠原秀幸（一人分飾二角）（粵語配音：張裕東）

第5話
- 相澤光代（柏葉結子的恩師，前朝顏孤兒院職員）：高橋惠子（粵語配音：蔡惠萍）
- 山城重禎（山城會會長）：佐佐木勝彥（第6話）（粵語配音：朱子聰）

第6－7話
- 山城隼人（山城會會長之子，山城會幹部）：中野裕太（日语：中野裕太 (タレント)）（粵語配音：張裕東）
- 小瑠美（女公關）：岡本杏理（第6話番外篇）

最終話
- 北川貴博（北川的兒子）：泉澤祐希（粵語配音：李安邦）

### 製作人員
- 原作：神崎裕也（日语：神崎裕也）《無間雙龍》（新潮社）
- 劇本：古家和尚（日语：古家和尚）
- 配樂：木村秀彬（日语：木村秀彬）
- 企劃：那須田淳
- 主題曲：〈Sakura〉嵐（J Storm發行）
- 導演：石井康晴（日语：石井康晴）、山室大輔（日语：山室大輔）、池田克彦
- 製作人：佐野亞裕美
- 製作協力：Office Crescendo（日语：オフィスクレッシェンド）
- 製作：TBS電視台

### 播出日程及收視率
| 集數                                                     | 播出日期 | 標題                  | 節目表標題                                       | 導演     | 收視率 |
| -------------------------------------------------------- | -------- | --------------------- | ------------------------------------------------ | -------- | ------ |
| 1                                                        | 1月16日  | 金錶男 （金時計の男）           | 殺害敬愛的老師的兇手…就在這25萬名警察之中！ （愛する先生を殺した犯人は…警察25万人の中にいる!） | 石井康晴 | 11.5%  |
| 2                                                        | 1月23日  | 蛋包飯的秘密 （）     | 淚的秘密與蛋包飯 （涙の秘密とオムライス）                            | 石井康晴 | 12.0%  |
| 3                                                        | 1月30日  | 郁夫，約好了喔 （約束だよ、イクオ）   | 那天，交換我們的承諾 （あの日、交わした僕たちの約束）                        | 石井康晴 | 10.4%  |
| 4                                                        | 2月06日  | 結子老師的秘密 （）   | 結子老師的秘密 （）                              | 山室大輔 | 09.8%  |
| 5                                                        | 2月13日  | 你由我來守護 （）     | 你由我來守護！ （）                              | 山室大輔 | 10.1%  |
| 6                                                        | 2月20日  | 絕對絕命 （）         | 從眼前消失 （）                                  | 石井康晴 | 09.2%  |
| 7                                                        | 2月27日  | 結子老師，為什麼 （） | 另一個青梅竹馬現身 （）                          | 石井康晴 | 10.6%  |
| 8                                                        | 3月06日  | 「樂園」的秘密 （）   | 那个家的秘密 （）                                | 池田克彦 | 09.6%  |
| 9                                                        | 3月13日  | 金錶的真實身分 （金時計の正体）   | 最終回之前的金錶男，現身！ （最終回直前金時計の男、現る！）                  | 石井康晴 | 09.4%  |
| 10                                                       | 3月20日  | 我回來了 （ただいま）         | 無法預測的結局！兩條龍…淚之終焉 （予測不能のラスト！二匹の龍…涙の結末）             | 石井康晴 | 11.3%  |
| 平均收視率10.39%（收視率由Video Research於關東地區統計） |          |                       |                                                  |          |        |

### 播放電視台
| 日本TBS電視台 TBS週五連續劇      | 日本TBS電視台 TBS週五連續劇                 | 日本TBS電視台 TBS週五連續劇 |
| -------------------------------- | ------------------------------------------- | --------------------------- |
|                                  | 無間雙龍 （2015.1.16－2015.3.20）           |                             |
| 為了N （2014.10.17－2014.12.19） | 獻給阿爾吉儂的花束 （2015.4.10－2015.6.12） |                             |

| 香港 TVB日劇台 星期日 13:30 - 15:30、17:30 - 19:30及21:30 - 23:30 | 香港 TVB日劇台 星期日 13:30 - 15:30、17:30 - 19:30及21:30 - 23:30 | 香港 TVB日劇台 星期日 13:30 - 15:30、17:30 - 19:30及21:30 - 23:30 |
| ----------------------------------------------------------------- | ----------------------------------------------------------------- | ----------------------------------------------------------------- |
|                                                                   | 無間雙龍 （2015.4.26 - 2015.5.24）                                |                                                                   |
| 你們被包圍了 （2015.2.15 - 2015.4.19）                            | 美麗陷阱 （2015.5.31 - 2015.6.28）                                |                                                                   |

| 臺灣 緯來日本台 星期一至五 23:00 - 00:00 | 臺灣 緯來日本台 星期一至五 23:00 - 00:00 | 臺灣 緯來日本台 星期一至五 23:00 - 00:00 |
| ---------------------------------------- | ---------------------------------------- | ---------------------------------------- |
|                                          | 無間雙龍 （2015.5.25－2015.6.5）         |                                          |
| 醫龍4 （2015.5.15－2015.5.22）           | 信長協奏曲 （2015.6.8－2015.6.23）       |                                          |